# Мачаравіая
Мачаравіая (ісп. Macharaviaya) — муніципалітет в Іспанії, у складі автономної спільноти Андалусія, у провінції Малага. Населення — 519 осіб (2010).
Муніципалітет розташований на відстані близько 410 км на південь від Мадрида, 19 км на схід від Малаги.
На території муніципалітету розташовані такі населені пункти: (дані про населення за 2010 рік)
- Бенаке: 191 особа
- Мачаравіая: 301 особа
- Вальєхо: 27 осіб

## Демографія
Динаміка населення (INE ):

## Галерея зображень

Розташування муніципалітету у провінції Малага